# ブランク・スペース
「ブランク・スペース」（英語: Blank Space、空欄）は、2014年11月10日に発売されたテイラー・スウィフトのシングル。発売元はビッグマシン・レコード、リパブリック・レコード（ユニバーサル ミュージック グループ）。

## 解説
2014年10月27日に発売されたアルバム『1989』からシングルカットされた。ローリング・ストーン誌が選ぶ2014年のベストソング・トップ50では6位。2016年に行われた第58回グラミー賞では主要部門である最優秀レコード賞、最優秀楽曲賞にノミネートされ、ポップ部門の最優秀ポップ・ソロパフォーマンスにもノミネートされたが、いずれも受賞には至らなかった。
ミュージック・ビデオは2015年のMTV Video Music Awardsで最優秀ポップビデオ賞と最優秀女性ビデオ賞を受賞。Rolling Stone誌の2014年ベストビデオ・トップ10では4位。テイラーは「今までの中で最もクレイジーなビデオに仕上がってるわ。華やかな生活を送り、完璧な女性を演じることで多くの男性を誘惑するの。そんな彼女が一瞬にして悪夢のような女性に豹変する。そういう女性を演じるのがすごく楽しかった」。2015年10月にはVEVOの史上最高視聴回数を記録した。

## 収録曲
1. Blank Space [3:51]
Produced by Max Martin, Shellback
(作詞・作曲：Taylor Swift, Max Martin, Shellback)
2. Blank Space (Mr. Worldwide Remix) [3:58]
  - Pitbullによるリミックス。
3. Blank Space (Jump Smokers Remix) [4:43]
  - Jump Smokersによるリミックス。

## クレジット
- Taylor Swift：Vocals, Backing Vocals, Shouts
- Max Martin：Keyboards, Programming
- Shellback：Acoustic Guitar, Electric Guitar, Bass, Percussion, Keyboards, Stomps, Programming, Shouts
- Recorded by Michael Ilbert, Sam Holland
- Assistant Recorded by Cory Bice
- Mixed by Serban Ghenea
- Engineer：John Hanes
- Mastered by Tom Coyne